# Cratere Berry
Berry è un cratere sulla superficie di Mercurio.